# Greifbares Bezugskoordinatensystem
Ein greifbares Bezugskoordinatensystem  ist ein Koordinatensystem, das die Bewegungsrichtungen und den Pivotpunkt (Drehpunkt) eines Roboters definiert und dessen Position und Orientierung durch eine messtechnische Bestimmung der Pose eines Starrkörpers erhalten werden können.
Geeignete Starrkörper sind spezielle Artefakte, die zu diesem Zweck ausgebildet sind, wie beispielsweise hochgenau gefertigte Quader. Die Schaffung eines greifbaren Bezugskoordinatensystems geschieht im Zuge der Roboterkalibrierung oder allgemein gesagt von Vermessungen zur Genauigkeitssteigerung. Die Greifbarkeit des Bezugskoordinatensystems ist von großer Bedeutung für die Genauigkeit eines Roboters, denn sie erlaubt es, die Bewegungsrichtungen der Kinematik und ihrem Pivotpunkt messtechnisch auf andere Koordinatensysteme zu beziehen. Präzise Bewegungen von Robotern bezüglich Position und Orientierung externer Koordinatensysteme erfordern darum greifbare Bezugskoordinatensysteme.

## Technische Einordnung
Die Roboterkalibrierung gilt bei Parallelkinematiken als ungelöstes Problem, weil die Identifikation der verschiedenen Parameter der Robotermechanik zum Erhalt eines vollständigen kinematischen Modells im Allgemeinen zu katastrophalen Ergebnissen führt. Diese auf Parameteridentifikation beruhende so bezeichnete kinematische Kalibrierung steht bei Parallelkinematiken verallgemeinernd für die Roboterkalibrierung „an sich“, wird also mit dem Oberbegriff gleichgesetzt.
Mittlerweile gibt es bei Parallelkinematiken Alternativen zur kinematischen Kalibrierung  und damit die Aussicht auf effektive Genauigkeitssteigerungen. Diese Genauigkeitssteigerungen erfordern die Greifbarkeit des Bezugskoordinatensystems.

## Zur Greifbarkeit von Koordinatensystemen
Wird ein Roboter zur Einnahme einer Pose kommandiert, so muss ein Koordinatensystem vorliegen, in dem die Pose definiert ist. Die Festlegung dieses Koordinatensystems bezieht sich auf die Konstruktionsdaten, d. h. man kann eine solche Festlegung in einem CAD-Programm frei definieren und in einer 3D-Ansicht des Robotermodells auch anzeigen lassen. Die Steuerung des Roboters bezieht sich auf dieses Koordinatensystem und bewirkt dann die Einnahme dieser Pose auf der Basis kinematischer Berechnungen.
Diese Festlegung eines Bezugskoordinatensystems ist ein gedanklicher, planerischer Vorgang und geschieht nicht in der physikalischen Welt des Messbaren (res extensa). Denn die Konstruktionsdaten gehören der Welt der Ideen an. Ein Roboter ist aber keine bloße Idee mehr, sondern hat eine Körperlichkeit und weist Fertigungsabweichungen gegenüber den Konstruktionsplänen auf. Das Bezugskoordinatensystem als mathematische Idee wird bei der Herstellung des Roboters jedoch nicht körperlich und kann deshalb nicht messtechnisch auf andere Koordinatensysteme bezogen werden. Es bleibt als solches ein körperloses Phantom, das dem Roboter bloß zugerechnet wird.
Um ein Koordinatensystem in der res extensa messtechnisch verorten zu können, muss es an einen Starrkörper gebunden sein. Starrkörper können nämlich im Gegensatz zu mathematischen Gebilden messtechnisch erfasst werden. Beispielsweise kann ein Koordinatensystem definiert werden als Bezugssystem eines Quaders, das mit der 3-2-1-Regel erhalten werden kann. Der Quader ist dann eine Manifestation dieses Koordinatensystems in der res extensa.
Ein Bezugskoordinatensystem sollte nicht an Oberflächenmerkmalen des Roboters oder ihrer Baugruppen festgemacht werden, da diese in der Regel nicht hochgenau gefertigt werden. Bei Genauigkeitsbetrachtungen zu Parallelkinematiken und ihrer Kalibrierung werden im Stand der Technik und der Wissenschaft Fragen der Fertigungsgenauigkeit von Oberflächenmerkmalen nicht gestellt.
Ein greifbares Bezugskoordinatensystem  wird erst im Rahmen einer Kalibrierung definiert und an einen geeigneten Starrkörper gebunden. Im Betrieb des Roboters kann dias Koordinatensystem diesem Starrkörper wieder abgegriffen werden, also in anderen Koordinatensystemen bestimmt werden, sodass die Bewegungsrichtungen und der Pivotpunkt des Roboters in externen Koordinatensystemen damit wohldefiniert sind.
Ein messtechnisch erfassbares Koordinatensystem wird  als greifbares Koordinatensystem bezeichnet.

## Greifbare Bezugskoordinatensysteme
Ein Roboter im Einsatz ist kein abgeschlossenes System. Er interagiert mit seiner Umgebung. Mit der Bezeichnung einer Umgebung sind Starrkörper umfasst, die im Arbeitsraum des Roboters ruhen, oder auch Starrkörper, die von seinem Endeffektor mitbewegt werden. Roboterposen beziehen sich deshalb auf jene Koordinatensysteme, die diesen Starrkörpern zugeordnet sind. Um belastbare Genauigkeitsangaben der Roboterposen zu erhalten, muss deshalb dasjenige Bezugskoordinatensystem eines Roboters, das einer Pose des Roboters zugrunde liegt, mit externen Koordinatensystemen in einen eindeutigen Bezug gebracht werden. Solche Bezüge zwischen Koordinatensystemen sind mit eigentlichen euklidischen Transformationen  gegeben. Diese können als Starrkörperbewegungen aufgefasst werden und sind Bewegungen im Raum unserer Anschauung (Anschauungsraum), die durch Translationen und/oder Rotationen gebildet werden.
Hochgenaue  Roboter benötigen daher ein Bezugskoordinatensystem, das messtechnisch erfassbar ist. Eine solche Erfassbarkeit wird  anschaulich als „Greifbarkeit“ umschrieben. Die Greifbarkeit eines Koordinatensystems erfordert einen Starrkörper, dem dieses Koordinatensystem zugeordnet ist und dessen Pose messbar ist, also eine körperliche Manifestation dieses Koordinatensystems. Solche Manifestationen können  eigens dafür vorgesehene Starrkörper sein, die im Hinblick auf  angestrebte Genauigkeiten ausgebildet werden.  Diese Manifestationen von Koordinatensystemen sind das Bindeglied zwischen der mathematischen Modellierung einer Roboterkinematik mit ihren Koordinatensystemen und der Welt des Messbaren (Universum, res extensa). Denn eigentliche euklidische Transformationen zwischen verschiedenen Koordinatensystemen werden in der realen Welt  messtechnisch bestimmt.
Ein drastisches Beispiel für die Bedeutung eines greifbaren Bezugskoordinatensystems ist das Folgende: Man denke an die medizinische Anwendung eines Hexapoden als Operationsroboter, der eine Sonde in Gestalt eines Rundstabes im Schädelinneren führen soll. Bei einem nicht greifbaren Bezugskoordinatensystem können die Bewegungen der Sonde nicht exakt ausgeführt werden, da die aufmontierte Sonde ihr eigenes Koordinatensystem aufweist, das ja im Bezugskoordinatensystem des Hexapoden nicht exakt angegeben werden kann. Kommandiert man in diesem Fall Translationen in Richtung der Sondenseele, dann wird sich die Sonde schief zu dieser Achse bewegen. Kommandiert man Drehungen um die Seele der Sonde, dann kommt es zu torkelnden Bewegungen.

## Die Schaffung eines greifbaren Bezugskoordinatensystems
Ein Bezugskoordinatensystem wird erst im Rahmen einer Kalibrierung festgelegt, da vor einer Kalibrierung nur ungenaue Lokalisierungen auf Basis der Konstruktionszeichnungen möglich sind und wegen des Unwissens über das realisierte kinematische Modell die genauen Bewegungsrichtungen und der genaue Pivotpunkt unbekannt bzw. undefiniert sind.  Ein Bezugskoordinatensystem wird greifbar gemacht, indem die eigentliche euklidische Transformation zwischen  ihm und einem Koordinatensystem definiert wird, das dem Artefakt seiner Manifestation eigen ist. Das Artefakt ist dabei in einer bevorzugten  Ausführung mit dem Endeffektor des Roboters starr verbunden.
Ein Artefakt geeigneter Art kann beispielsweise aus drei hochgenau gefertigten Kugeln gebildet sein, die starr miteinander verbunden sind und deren Mittelpunkte nicht kollinear angeordnet sind. Hoch genau gefertigte Quader sind ebenfalls geeignete Artefakte. Antastungen mit einem Koordinatenmessgerät ermöglichen bei diesen Artefakten dann das Ergreifen ihres Koordinatensystems.

## Die einsatzbezogene Ergreifung eines  Bezugskoordinatensystems
Bei der einsatzbezogenen Ergreifung eines Bezugskoordinatensystems erfasst man die Pose seiner körperlichen Manifestation messtechnisch in einem externen Koordinatensystem und errechnet dann auf Basis einer vorgegebenen, bei der Kalibrierung definierten euklidischen Transformation das Bezugskoordinatensystem im externen Koordinatensystem.

## Von der Handhabung greifbarer Koordinatensysteme
Ein praxisnahes Konzept zur Handhabung greifbarer Bezugskoordinatensysteme sieht vor, die Artefakte mit einem Stiel zu versehen, wobei der Stiel mit einem kinematischen Interface an dem Roboter – bevorzugt am Endeffektor – reversibel und hochgenau reproduzierbar angebracht werden kann. Die Verwendung solcher gestielter Artefakte ist in der Patentschrift DE102020124136 beschrieben und soll die Arbeit mit greifbaren Bezugskoordinatensystemen vereinfachen. Verschiedene Exemplare gestielter Artefakte können nach einer relativen Vermessung zueinander austauschbar verwendet werden.